# Мидлсекс
Мидлсекс (енгл. Middlesex) — историјска грофовија Енглеске у Југоисточној Енглеској. Обухватао је територију данашњег Ширег Лондона и његову околину.